# Centraal-Afrikaanse Republiek op de Olympische Zomerspelen 2004
De Centraal-Afrikaanse Republiek nam deel aan de Olympische Zomerspelen 2004 in Athene, Griekenland. Het was de zevende deelname van het land aan de Spelen. Vlaggendrager bij de openingsceremonie was Ernest Ndjissipou, in 1992 deelnemer in de atletiek op de 5000 en in 1996 en deze editie op de marathon.
De vier deelnemers (2 mannen en 2 vrouwen) namen deel in drie olympische sportdisciplines. Voor de zevendemaal werd in de atletiek deelgenomen, voor de tweedemaal in judo en voor het eerst in taekwondo. Naast Ndjissipou was ook Maria-Joëlle Conjungo meervoudig deelnemer, zij nam voor de tweede keer deel.

## Deelnemers en resultaten

### Atletiek
| Olympiër (deelname)       | Onderdeel        | Resultaat | Prestatie              |
| ------------------------- | ---------------- | --------- | ---------------------- |
| Ernest Ndjissipou (3)     | marathon (m)     | 44e       | 2:21.23                |
|                           |                  |           |                        |
| Maria-Joëlle Conjungo (2) | 100 m horden (v) | 36e       | serie 4: 8ste in 14,24 |

### Judo
| Olympiër     | Onderdeel  | Resultaat | Prestatie                           |
| ------------ | ---------- | --------- | ----------------------------------- |
| Bertille Ali | -48 kg (v) | 17e       | 1ste ronde: V van ALG Haddad: ippon |

### Taekwondo
| Olympiër                | Onderdeel  | Resultaat | Prestatie                                   |
| ----------------------- | ---------- | --------- | ------------------------------------------- |
| Bertrand Gbongou Liango | -68 kg (m) | 17e       | 1ste ronde: V van AUT Çalışkan: knock-out * |

* Door de KO raakte hij buiten bewustzijn en mond-op-mondbeademing was nodig. In het ziekenhuis bleek dat hij een hersenschudding had opgelopen. Tot het moment van de KO leidde hij in de wedstrijd met 4-1
Afghanistan · Albanië · Algerije · Amerikaanse Maagdeneilanden · Amerikaans-Samoa · Andorra · Angola · Antigua en Barbuda · Argentinië · Armenië · Aruba · Australië · Azerbeidzjan · Bahama's · Bahrein · Bangladesh · Barbados · België · Belize · Benin · Bermuda · Bhutan · Bolivia · Bosnië en Herzegovina · Botswana · Brazilië · Britse Maagdeneilanden · Brunei · Bulgarije · Burkina Faso · Burundi · Cambodja · Canada · Centraal-Afrikaanse Republiek · Chili · China · Chinees Taipei · Colombia · Comoren · Congo-Brazzaville · Congo-Kinshasa · Cookeilanden · Costa Rica · Cuba · Cyprus · Denemarken · Djibouti · Dominica · Dominicaanse Republiek · Duitsland · Ecuador · Egypte · El Salvador · Equatoriaal-Guinea · Eritrea · Estland · Ethiopië · Fiji · Filipijnen · Finland · Frankrijk · Gabon · Gambia · Georgië · Ghana · Grenada · Griekenland · Groot-Brittannië · Guam · Guatemala · Guinee · Guinee‑Bissau · Guyana · Haïti · Honduras · Hongarije · Hongkong · Ierland · IJsland · India · Indonesië · Irak · Iran · Israël · Italië · Ivoorkust · Jamaica · Japan · Jemen · Jordanië · Kaaimaneilanden · Kaapverdië · Kameroen · Kazachstan · Kenia · Kirgizië · Kiribati · Koeweit · Kroatië · Laos · Lesotho · Letland · Libanon · Liberia · Libië · Liechtenstein · Litouwen · Luxemburg · Macedonië · Madagaskar · Malawi · Malediven · Maleisië · Mali · Malta · Marokko · Mauritanië · Mauritius · Mexico · Micronesië · Moldavië · Monaco · Mongolië · Mozambique · Myanmar · Namibië · Nauru · Nederland · Nederlandse Antillen · Nepal · Nicaragua · Nieuw-Zeeland · Niger · Nigeria · Noord-Korea · Noorwegen · Oeganda · Oekraïne · Oezbekistan · Oman · Oostenrijk · Oost‑Timor · Pakistan · Palau · Palestina · Panama · Papoea-Nieuw-Guinea · Paraguay · Peru · Polen · Portugal · Puerto Rico · Qatar · Roemenië · Rusland · Rwanda · Saint Kitts en Nevis · Saint Lucia · Saint Vincent en Grenadines · Salomonseilanden · Samoa · San Marino · Sao Tomé en Principe · Saoedi-Arabië · Senegal · Servië en Montenegro · Seychellen · Sierra Leone · Singapore · Slovenië · Slowakije · Soedan · Somalië · Spanje · Sri Lanka · Suriname · Swaziland · Syrië · Tadzjikistan · Tanzania · Thailand · Togo · Tonga · Trinidad en Tobago · Tsjaad · Tsjechië · Tunesië · Turkije · Turkmenistan · Uruguay · Vanuatu · Venezuela · Verenigde Arabische Emiraten · Verenigde Staten · Vietnam · Wit-Rusland · Zambia · Zimbabwe · Zuid-Afrika · Zuid-Korea · Zweden · Zwitserland